# Pantaleón Rivarola
Pantaleón Rivarola fue un sacerdote rioplatense, autor del Romance sobre la Reconquista de Buenos Aires en memoria y homenaje a la lucha contra las Invasiones Inglesas al Río de la Plata y uno de los precursores de la enseñanza de la filosofía en Argentina.

## Biografía
Pantaleón Rivarola nació en la Ciudad de La Santísima Trinidad y Puerto de Santa María del Buen Ayre el 27 de julio de 1754, hijo de Juan José Rivarola y de Cayetana Villa.
Cursó humanidades en su ciudad natal, pasó luego al Colegio de Monserrat en la provincia de Córdoba y finalmente a Chile para estudiar Derecho y Cánones, graduándose de doctor en ambos derechos en la Universidad de San Felipe en 1774. Allí fue nombrado catedrático de Leyes y Notario Mayor del Santo Oficio. Se doctoró en teología en 1776, fue ordenado sacerdote en Charcas y el obispo Francisco Ramos de Herboso lo ordenó presbítero el 20 de octubre de 1778.
Regresó a Buenos Aires a comienzos de 1779 y el 17 de febrero fue nombrado Catedrático de Filosofía del Colegio de San Carlos donde fueron sus alumnos Melchor Fernández, Alejo Castex y Juan José Castelli entre otros.
En 1783 el Virrey Juan José de Vértiz y Salcedo lo designó Prefecto de Estudios y catedrático de Sagradas Escrituras en ese establecimiento educativo. 
De su actividad como catedrático se conserva una Metafísica basada en apuntes dictados por Rivarola alrededor del año 1780 y recogidos por su alumno José Julián Guerra. Dichos apuntes revelan que Rivarola no sólo estaba al tanto de los principales descubrimientos científicos de su época, sino que prefería y era capaz de aplicar a los problemas físicos las tesis de René Descartes, Isaac Newton, Christian Wolff, Gottfried Leibniz y Pierre Gassendi.
En 1788 Rivarola renunció a su cátedra y obtuvo por concurso el cargo de capellán del 3° Batallón del Regimiento de Infantería de Buenos Aires, el llamado "Fijo". En 1790 compuso y publicó una Novena del glorioso San Martín Obispo, Patrón Principal de la muy Ilustre y Noble Ciudad de la Santísima Trinidad. 
En 1805 renunció a su capellanía. Tras las invasiones inglesas de 1806 y 1807 escribió su famoso Romance, dedicado a la ciudad y al Cabildo de Buenos Aires, y La gloriosa defensa, dedicada a Santiago de Liniers, ambas publicadas bajo seudónimo e impresas en la Imprenta de los Niños Expósitos en 1807.
También se le atribuye Breve recuerdo del formidable ataque del exército inglés a la ciudad de Buenos Ayres y Sucinta memoria sobre la segunda invasión de Buenos-Ayres el mes de julio de 1807. 
El historiador jesuita Guillermo Furlong juzgaría a Rivarola como un pensador de valía, aunque le negaría talento de poeta y lo calificaría de pésimo versificador. 
Su Romance sobre la Reconquista de Buenos Aires, aunque fuere un mal poema, resulta un útil relato histórico de las jornadas de la defensa y la reconquista de la ciudad de Buenos Aires. Está escrito en romance octosilábico, con el propósito confeso de hacerlos más agradables al gusto popular y más fáciles de ser recordados, en sus propias palabras "cantables para los labradores, para los artesanos, para las mujeres, en los campos, en los talleres y hasta en las plazas públicas".
En 1808 fue designado teólogo asistente real agregado al Estado Mayor de Buenos Aires y en ese carácter participó del cabildo abierto del 22 de mayo de 1810. Su voto fue en extremo ambiguo: "Que respecto a no estar instruido en los datos suficientes para votar en materia tan ardua, obedece y obedecerá como siempre lo ha practicado a quien represente la autoridad de nuestro legítimo soberano, el señor don Fernando VII".
Adhirió a la Revolución de Mayo y contribuyó a la formación del ejército auxiliar patriota. Tras la muerte del obispo Benito Lué y Riega en 1812 fue designado vocal de la Junta Conservadora de la Libertad de Imprenta, fue rector del Seminario y contribuyó también al sostenimiento de la Biblioteca Pública.
No obstante, en 1816 de le privó de las licencias de confesar, por considerársele enemigo de la libertad o cuando menos indiferente a su suerte.
Falleció en Buenos Aires el 24 de septiembre de 1821 y fue sepultado en la iglesia de San Ignacio (Buenos Aires).
Era hermano del sacerdote y jurisconsulto patriota Francisco Bruno de Rivarola.